# 下阿贾肯德
下阿贾肯德，亞美尼亞語稱邵武勉（羅馬化：Šahumyan），是阿塞拜疆戈兰博伊区的一个村，历史上是亚美尼亚王国阿尔察赫省的一部分，中世纪时为哈琴公国领土，苏联时期以布尔什维克革命家邵武勉的名字命名。20世纪90年代前，该地绝大部分人口为亚美尼亚人，但是并未纳入纳戈尔诺-卡拉巴赫自治州范围。1991年春夏之交，苏联总统戈尔巴乔夫下令展开圆环行动，苏军将该地许多亚美尼亚人强制迁走。1991年苏联解体后，该地成为纳戈尔诺-卡拉巴赫战争激战地，1992年夏季被阿塞拜疆军队占领，当地改名下阿贾肯德并移入阿塞拜疆难民。